# 連れてって 連れてって
「連れてって 連れてって」（つれてって つれてって）は、DREAMS COME TRUEの43作目のシングル。2008年11月12日発売。

## 概要
- 前作「MERRY-LIFE-GOES-ROUND/TRUE, BABY TRUE.」から5か月ぶりとなる2008年のシングル第3弾。デビュー20周年カウントダウン企画「3,2,1,0!もう一度、生まれよう。」の第2弾「2,」である。
- 通常盤と2008年冬期限定盤の2種類が存在する。通常盤のジャケットにドリカムのメンバーが写っており、これはシングルとしては6年ぶりのことである。
- 冬期限定盤のジャケットとブックレットは羽海野チカの描き下ろしとなる。なお、CDのブックレットは本人の描き下ろしとなるオリジナル漫画が16ページ分、DCT recordsからのクリスマスプレゼントの応募用紙、差し替えジャケットが封入。
- 公式オルゴールアルバム「DREAMS COME TRUE MUSIC BOX Vol.1 - WINTER FANTASIA -」と同時発売。
- オリコン2008年11月24日付け週間ランキングで1位を獲得。1999年の「朝がまた来る」以来、約9年10ヶ月ぶりのシングル1位となり通算11作目の首位獲得である。また売上げでは初動売上げだけで前作「MERRY-LIFE-GOES-ROUND/TRUE, BABY TRUE.」の累計売上げを上回った。
- 冬季限定盤のボーナストラックを除く3曲が、アルバム『DO YOU DREAMS COME TRUE?』に収録。

## 収録曲

### 2008年冬期限定盤
1. 連れてって 連れてって [5:14]
(作詞：吉田美和 / 作曲：中村正人 / 編曲：中村正人 / Vocal & Backing Vocal Arrangement：吉田美和)
  - ダンロップ新スタッドレス「DSX-2」CMソング
  - 楽曲のコンセプトは「冬の恋の物語」[4]。
  - ビデオクリップは、宮崎あおいが主演を務めている。また、お笑い芸人のオードリーも出演している。宮崎がドリカムのMVに主演するのは「やさしいキスをして」以来2度目。また、同曲に登場していたアニメキャラクターも再び登場している。なお、曲の間奏の後で体が浮き上がるシーンはクレーンを使用しており、そのシーンのロケ地は晴海埠頭になっている。DVD「20th Anniversary DREAMS COME TRUE CONCERT TOUR 2009 "ドリしてます?"」の初回盤に収録。
2. ALMOST HOME [5:55]
(作詞：吉田美和 / 作曲：吉田美和, 中村正人 / 編曲：中村正人 / Vocal & Backing Vocal Arrangement：吉田美和)
  - 明治乳業「明治北海道十勝チーズ」CMソング（CMにはヴォーカル・吉田自身が出演、ナレーションを務めている）
  - 1992年リリースの楽曲『晴れたらいいね』の続編として制作された。[5]
  - 2サビ以降、音階が3回も変わる。
3. MIDDLE OF NOWHERE [4:09]
(作詞：吉田美和 / 作曲：吉田美和, 中村正人 / 編曲：中村正人 / Vocal & Backing Vocal Arrangement：吉田美和)
  - パナソニック ソング「SEEDS OF TOMORROW」オリジナルヴァージョン
  - ビデオクリップは、マイケル・ジャクソンなども手がける世界的に有名なボブ・ジラルディが監督を務め、ニューヨークのブルックリンで撮影された。こちらにはドリカムの2人が出演しており、シングル「きみにしか聞こえない」以来1年5ヶ月振りの出演である。DVD「20th Anniversary DREAMS COME TRUE CONCERT TOUR 2009 "ドリしてます?"」の初回盤に収録。
  - 2009年の『第60回NHK紅白歌合戦』で「その先へ」とともに披露された。
4. SEEDS OF TOMORROW -MIDDLE OF NOWHERE Panasonic VERSION-（ボーナストラック）[4:09]
(作詞：吉田美和 / 作曲：吉田美和, 中村正人 / 編曲：中村正人)
  - パナソニックソング
  - サビの「MIDDLE OF NOWHERE」という歌詞を「Panasonic」と歌っている。また「I AM SAILIN'」の部分も「ideas for life」というスローガンで歌われている。パナソニック ドラマシアターのオープニングやパナソニックCMで流れているものをそのまま完全に再現している。
5. MIDDLE OF NOWHERE -GUITAR VERSION-（ボーナストラック）[4:10]
(作曲：吉田美和, 中村正人 / 編曲：中村正人)
  - 吉田美和のボーカル部分をエレキギターの演奏に変更したもの。バックコーラスもカットされており、インストゥルメンタル扱いともいえる。

### 通常盤
1. 連れてって 連れてって
2. ALMOST HOME
3. MIDDLE OF NOWHERE

## クレジット
連れてって 連れてって
- DREAMS COME TRUE
  - 吉田美和：Vocal, Backing Vocals
  - 中村正人：Synth. Bass, Backing Vocals, All Instruments Performance by MIDI System (Drums, Piano, Strings, Synthesizers)
- PABLO (Pay money To my Pain)：Electric Guitar

ALMOST HOME
- DREAMS COME TRUE
  - 吉田美和：Vocal, Backing Vocals
  - 中村正人：Electric Bass, Backing Vocals, All Instruments Performance by MIDI System (Drums, Piano, Synth Bass, Synthesizers)
- 畑利樹：Drums
- 大谷幸：Acoustic Piano
- 佐橋佳幸：Acoustic Guitar

MIDDLE OF NOWHERE
- DREAMS COME TRUE
  - 吉田美和：Vocal, Backing Vocals, Whistle
  - 中村正人：Electric Bass, Hand Clap, All Instruments Performance by MIDI System (Drums, Piano, Synthesizers)
- SATOKO (FUZZY CONTROL)：Toms, Cymbals, Hand Clap
- JUON (FUZZY CONTROL)：Electric Guitar
- 佐々木史郎：Trumpet
- 吉田治：Tenor Sax
- 本間将人：Alto Sax
- 五十嵐誠：Trombone
- SISTER USAGI：Hand Clap
- Robin Clark：Backing Vocal
- Lea Lorien：Backing Vocal
- Fonzi Thornton：Backing Vocal
- Mario Vazquez：Backing Vocal

- Recorded by 岡村弦 (at STARCHILD Studio (TOKYO), Electric Lady Studio (New York), Germano Studio (New York), The Cutting Room (New York))
- Mixed by Ed Tuton (at Electric Lady Studio, New York)
- Mastered by Vlado Meller (at Universal Mastering Studio, New York)
- Assistant Engineers：Christian Baker (at Germano Studio, New York), Carlos Salazar (at The Cutting Room, New York), Mark Santangelo (at Universal Mastering Studio, New York)

## 収録アルバム
- DO YOU DREAMS COME TRUE? (#1,2,3)
- THE SOUL FOR THE PEOPLE 〜東日本大震災支援ベストアルバム〜 (#3)
- DREAMS COME TRUE THE BEST! 私のドリカム (#1)